# Sophie Alexeïevna

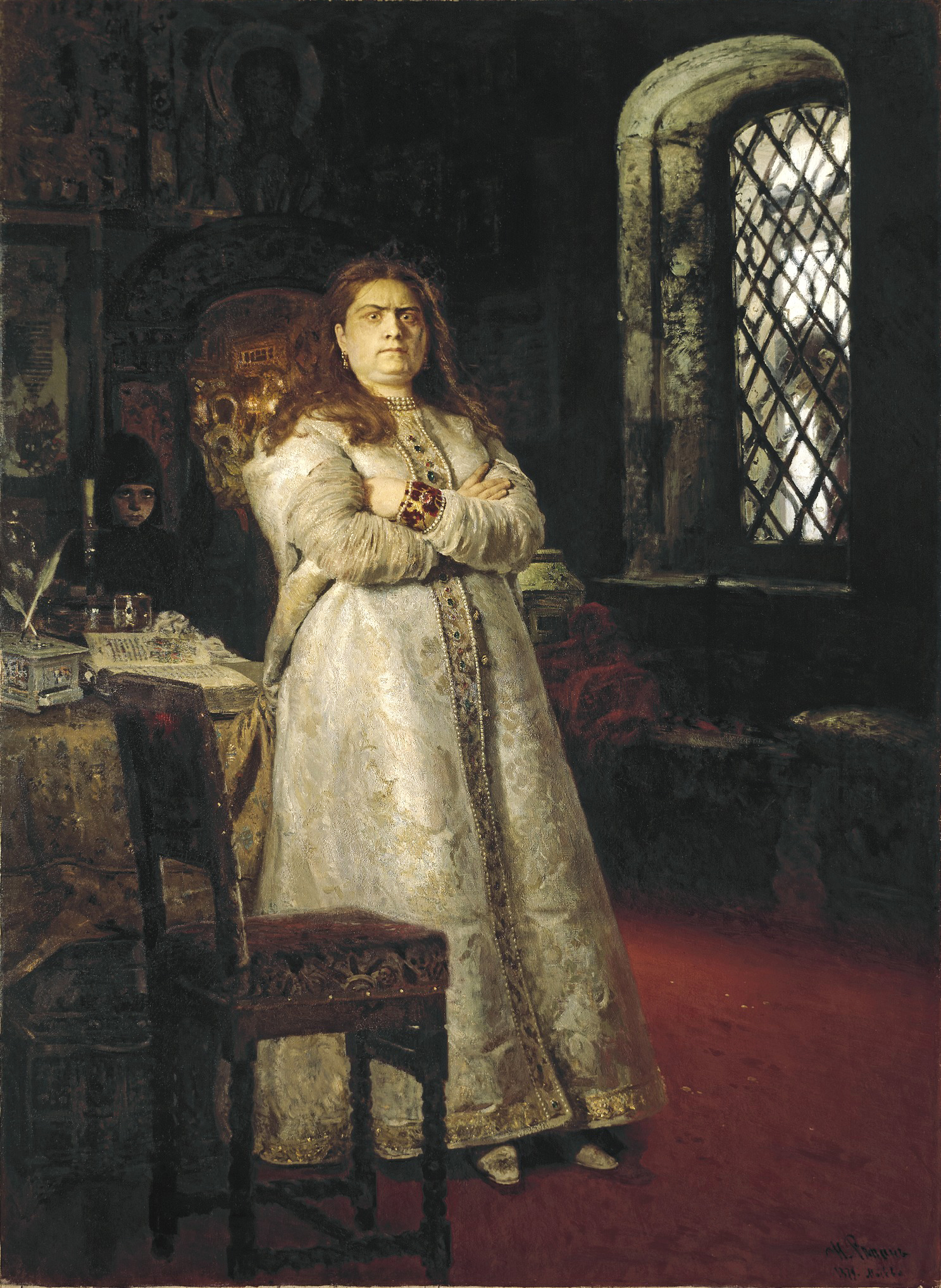
Portrait de la régente Sophie par Ilia Répine (1879).

Sophia Alexeïevna Romanova (en russe Софья Алексеевна Романова), née le 17 septembre 1657 (27 septembre du calendrier julien), morte le 3 juillet 1704 (14 juillet du calendrier julien) fut régente de Russie de 1682 à 1689. Elle était la fille d'Alexis Ier de Russie et de Maria Miloslavskaïa, la sœur de Fédor III et Ivan V et la demi-sœur de Pierre Ier et Nathalie Alexeïevna. C'est sous le nom de la régente Sophie qu'elle est connue dans la plupart des ouvrages historiques publiés en français.

## Avant la prise du pouvoir
Comme son frère Fédor, elle a comme précepteur Siméon de Polotsk qui fait d'elle une femme très cultivée pour la Russie de cette époque. Intelligente et ambitieuse, elle a le goût du pouvoir et ne veut pas se faire rabaisser à un rang inférieur comme les femmes de ce temps. Le consul La Neuville, peu indulgent, parle de son physique comme d'un corps d'une grosseur monstrueuse, avec une tête large comme un boisseau, du poil au visage et des ulcères aux jambes. Il ajoute cependant : Autant sa taille est large, courte et grossière, autant son esprit est délié et politique et, sans avoir jamais lu Machiavel, ni pris de leçon, elle possède naturellement toutes les Maximes.
Lorsque Fédor devient tsar, en 1676, elle prend comme amant son principal conseiller, Vassili Galitzine (ou Golitsyne), qui l'initie à la politique. Elle devient alors le chef du clan des Miloslavski qui s'oppose à celui des Narychkine, famille de la seconde épouse d'Alexis, Nathalie. Celle-ci est la mère de Pierre, le futur Pierre le Grand.

## Le coup d'État
Le 7 mai 1682, Fédor III meurt sans héritier et sans avoir désigné de successeur. Son frère naturel, Ivan, devrait normalement ceindre la couronne, mais c'est un esprit malade, incapable de gouverner. Le zemski sobor décide donc d'élire son demi-frère Pierre comme tsar avec sa mère Nathalie Narychkine comme régente. 
Sophie ne l'entend pas ainsi. Durant les jours qui suivent, elle monte le corps des streltsy contre les Narychkine, déjà détestés, et les accuse d'avoir fait empoisonner Fédor. Bientôt, elle fait courir la rumeur que le tsarévitch Ivan a été assassiné. Le 25 mai, les streltsy se soulèvent. Ils entrent de force au Kremlin et massacrent plusieurs boyards, dont les deux frères de Nathalie Narychkine, des membres de la famille des Dolgorouki ainsi qu'Artamon Sergueïevitch Matveïev, ancien conseiller d'Alexis Ier, que les Miloslavski exécraient. Grâce à eux, Sophie s'impose comme régente et instaure une dyarchie avec Ivan V et Pierre Ier comme co-tsars. Comme récompense, elle donne une prime de dix roubles aux streltsy et augmente leur solde. Vassili Golitsyne est nommé chancelier et responsable des Affaires étrangères.

## Les Vieux-Croyants
Le premier problème auquel Sophie est confronté est celui des Vieux-Croyants qui contestent la réforme de l'Église orthodoxe entreprise sous Alexis Ier. Ivan Khovanski, chef des streltsy, est un raskolnik (partisan du Schisme) qui encourage ses hommes à adopter la Vieille-Foi. 
En septembre 1682, Sophie et Galitzine convoquent un concile afin de tenter une réconciliation. Non seulement celle-ci n'a pas lieu mais les Vieux-Croyants profitent de cette tribune pour s'opposer ouvertement au pouvoir de la tsarevna et menacent de renverser les Romanov s'ils n'abandonnent pas leur politique de réforme. 
Sophie abandonne alors la conciliation. On arrête des centaines de schismatiques qui sont brûlés sur la Place Rouge. Soupçonné de complot, Khovanski est arrêté et exécuté avec 37 de ses streltsy. Les autres membres du corps de garde préfèrent rentrer dans le rang mais gardent rancœur à la régente d'avoir ainsi éliminé leur chef bien-aimé.

## Les deux expéditions en Crimée
La politique d'ouverture vis-à-vis de certains États européens, amorcée par Galitzine sous le règne de Fédor III, se continue sous la régence de Sophie. De longues négociations avec la Pologne aboutissent au traité de Moscou de 1686, aussi désigné en tant que traité de paix éternelle. Le roi de Pologne, Jean III Sobieski, reconnaît officiellement à la Russie la possession de l'Ukraine orientale (à l'est du Dniepr), de Kiev et de Smolensk contre l'engagement de Moscou de ne pas signer de traité de paix avec la Sublime Porte.
Bien que plusieurs boyards s'opposent à une guerre contre les Ottomans, Sophie y est plutôt favorable car elle espère une conquête facile du khanat de Crimée, issu des divisions de la Horde d'or et vassal d'Istanbul. Elle commet cependant une grave erreur en nommant Vassili Golitsyne à la tête de l'armée. Bien qu'il ait de grandes qualités politiques, il fait un chef de guerre absolument incapable [réf. nécessaire]. 
L'opération de 1687 en Crimée est un véritable échec. L'armée revient sur ses pas sans avoir livré un seul combat. Les troupes sont mal ravitaillées, les Cosaques désertent, un énorme incendie de la steppe entre le Dniepr et l'isthme de Perekop empêche les troupes de pénétrer en Crimée. Mais la principale cause de ce désastre est l'incompétence du commandement.
Cependant, Galitzine est reçu en héros à son retour à Moscou. Sophie tente de faire croire au peuple et aux États européens que l'opération a été un succès complet.
En 1688, à la suite d'une incursion des Ottomans en territoire russe, Sophie ordonne une nouvelle expédition en Crimée. Le commandement est de nouveau confié à Golitsyne qui n'a pas plus de chance que la première fois. Après avoir assiégé en vain Pérékop, il ordonne la retraite, laissant 20 000 morts et 15 000 prisonniers sur le terrain. De retour à Moscou, il obtient un nouveau triomphe.

## La chute
Depuis 1682, Pierre et sa mère avaient été relégués à Préobrajenskoié (ru) où Sophie les surveillait de loin. En 1689, peu après la signature du traité de Nertchinsk avec la Chine des Qing, le jeune tsar décide de ne pas assister au second triomphe de Golitsyne, n'y voyant là qu'une farce ridicule. Sophie se persuade alors qu'il veut la renverser et décide d'organiser un nouveau coup d'État des streltsy dans lequel Pierre trouverait la mort.
Fédor Chaklovity, qui a succédé à Khovanski à la tête des streltsy, accepte de participer au complot, mais plusieurs de ses hommes qui en veulent à Sophie d'avoir exécuté leur ancien chef décident de prévenir Pierre. Celui-ci prend peur et accourt vers Moscou pour tenter de contrer sa demi-sœur. 
La régente, abandonnée petit à petit par les streltsy, détestée par les Moscovites, se retrouve sans aucun appui. Elle tente de rencontrer Pierre au monastère de la Trinité, près de Moscou, où il s'est installé. Pierre refuse de la recevoir. Sophie est déchue de tous ses pouvoirs et doit se retirer au couvent de Novodievitchi, à quelques kilomètres de la capitale, où elle vit ses dernières années. 
Plusieurs années plus tard, en 1698, une nouvelle révolte des streltsy est réprimée dans le sang. Pierre, soupçonnant Sophie d'être à l'origine de ce nouveau complot (sans toutefois détenir de preuves), l'oblige à prendre le voile. Elle prend le nom de sœur Suzanne et vit désormais cloîtrée. Elle décède au couvent de Novodiévitchi le 14 juillet 1704.